# Nera (Italia)

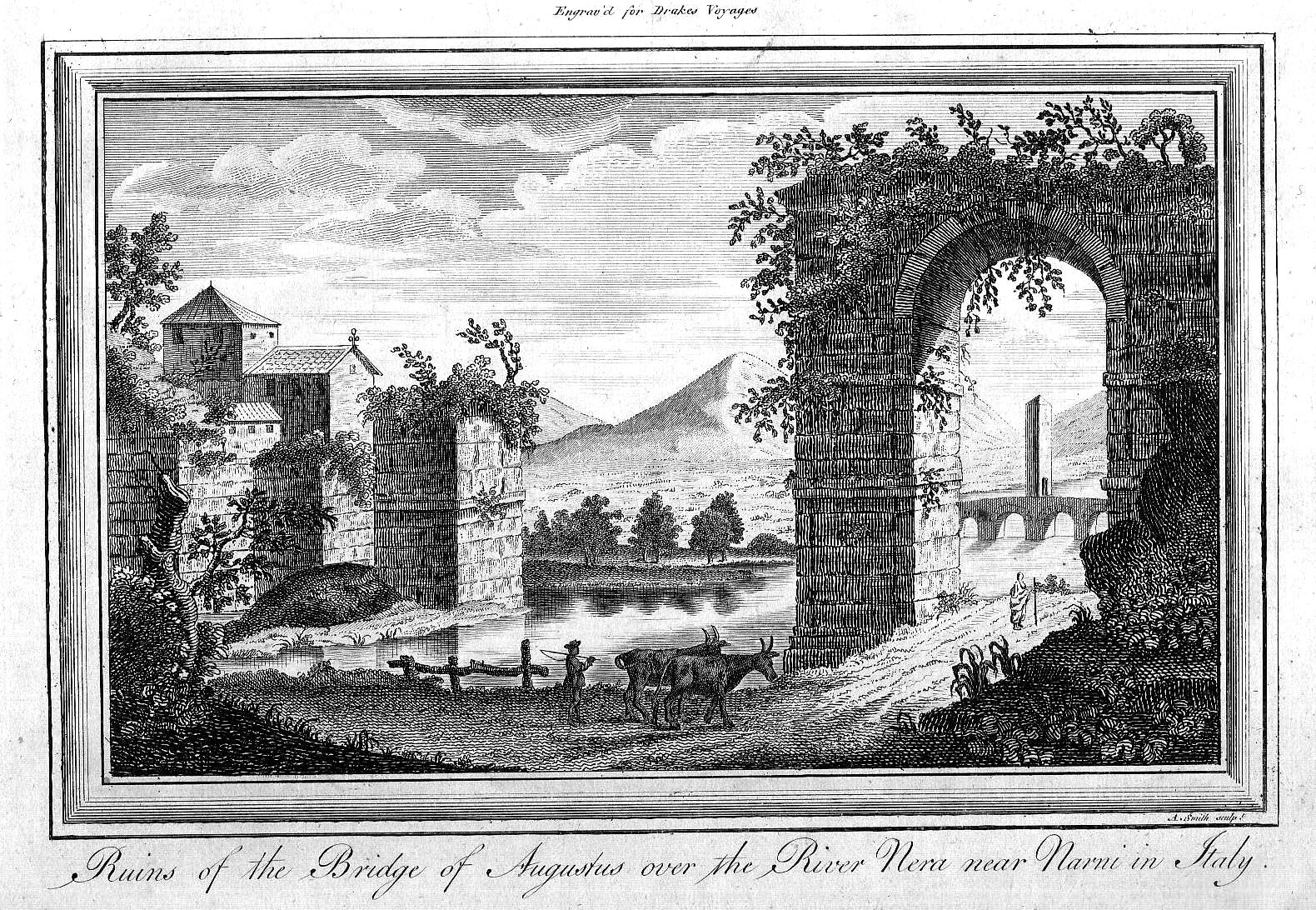
Rovine del Ponte romano sul Nera presso Narni

Il Nera (declinato, soprattutto localmente, anche al genere femminile, la Nera; in latino Nar, in antico umbro Nahar) è un fiume lungo 116,2 km che nasce nelle Marche e scorre quasi interamente nell'Umbria; poco dopo essere entrato nel Lazio sfocia nel Tevere, del quale è il maggior tributario per portata.
Sebbene nella classifica dei fiumi italiani più lunghi si posizioni al 44º posto, in quella che riguarda la portata media il Nera risulta essere il 7º fiume italiano. Infatti, grazie al suo bacino idrografico, ai suoi affluenti e al clima è, anche in estate, estremamente ricco d'acqua.

## Corso del fiume

### Sorgenti e tratto Marchigiano
Il fiume Nera nasce nelle Marche, a 902 m s.l.m. sui monti Sibillini, nell'omonimo parco nazionale; le sorgenti sono tradizionalmente situate nella frazione di Vallinfante, anche se formate dalla confluenza di diversi rami superiori provenienti dalle Porche di Vallinfante (~ 1800 m), nel comune di Castelsantangelo sul Nera. Qui riceve da sinistra le acque del torrente Rapegna e si dirige poi a Visso, ricevendo lungo il percorso le acque di diverse copiose sorgenti, accrescendo considerevolmente la propria portata. A Visso si ha la confluenza da destra con il torrente Ussita, che scende dall'alta Val di Panico, presso fonte Angagnola (~1800 m). Circa 1 km oltre, virando a sud-ovest,  il fiume si immette nell'area floristica protetta delle Gole della Valnerina, dove poco oltre riceve da sinistra le acque del torrente Campiano presso Ponte Chiusita.
Il settore marchigiano del bacino del Nera comprende i tre comuni di Castelsantangelo sul Nera, Visso ed Ussita, attraversata dal torrente omonimo, tutti in Provincia di Macerata, ed è esteso per circa 150 km².

### Tratto Perugino
A circa venti chilometri dalla sorgente, il Nera entra in Umbria nel territorio del comune di Preci in Provincia di Perugia, solcando poi il resto della pittoresca Valnerina (che proprio dal fiume prende il suo nome) e scorrendo limpidissimo e copioso d'acque in ogni stagione (circa 20 m³/s di media annua); questo nonostante alcune opere idrauliche, come il canale che adduce una parte delle sue acque al lago di Piediluco a scopo idroelettrico, ne abbiano sensibilmente ridotto la portata.
Giunto a Triponzo dopo aver attraversato Casali Belforte, il fiume aumenta più del doppio la propria portata d'acqua (oltre 50 m³/s) grazie al notevole contributo da sinistra del fiume Corno (proveniente dal Terminillo), scorrendo per svariati chilometri in una valle quasi incontaminata dove, proseguendo, lambisce il centro di Borgo Cerreto, presso il quale incontra il fiume Vigi da destra, e il torrente Tissino da sinistra; poi continua toccando Piedipaterno, Vallo di Nera, Castel San Felice e Sant'Anatolia di Narco, dove riceve da destra il Fosso delle Scentelle. Nel tratto da Triponzo fin qui il fiume è affiancato dall'ex ferrovia Spoleto-Norcia, ora trasformata quasi interamente in pista ciclopedonale. Prosegue poi incontrando Scheggino e attraversandone il borgo, e più avanti la sua frazione Ceselli, dove riceve da destra il Fosso le Cese.

### Tratto Ternano e confluenza
Dopo Ceselli, passa nella Provincia di Terni e da qui, proprio per la sua notevole valenza ambientale, il suo corso è tutelato a Parco Fluviale del Nera, che comprende anche le zone ripariali di due suoi affluenti di sinistra: il Fosso del Castellone presso Ferentillo e il Fosso di Rosciano presso Arrone. In questo tratto, oltre ai due centri citati, bagna Terria di Contra, Sambucheto, Macenano , dove riceve da sinistra il Fosso della Nicciana, e Fontechiaruccia di Montefranco, avvicinandosi sempre più all'area urbana di Terni.
Dopo il centro di Collestatte Piano il fiume raddoppia nuovamente la propria portata grazie al contributo assai ricco da sinistra del fiume Velino, suo principale tributario in assoluto, che gli confluisce in modo assai spettacolare tramite la celebre Cascata delle Marmore. Da qui in poi la valle si apre gradualmente e a breve distanza viene scavalcato dallo scenografico ponte delle Marmore.
Il Nera entra quindi a Terni con una portata copiosissima (quasi 110 m³/s), ricevendo l'apporto da destra del torrente Serra e attraversa la città da est a ovest avendo da sempre contribuito anche al suo sviluppo industriale. Giunto a Narni sfiorandola dal lato nord, il fiume volge a sud e si incassa nuovamente per svariati km, lungo i quali è ancora ulteriormente alimentato da copiose risorgive subalvee, formando le pittoresche Gole del Nera, o Gole di Narni, nelle quali è affiancato da una via ciclopedonale; nel percorso ingolato lambisce le frazioni di La Scogliara, Taizzano e Stifone a sinistra, Recentino e infine Nera Montoro a destra, dopodiché la valle gradualmente si riapre.
Da qui prosegue, sempre copiosissimo di acque formando il piccolo lago artificiale Oasi di San Liberato in prospicienza della Valle del Tevere, per poi confluire da sinistra nel Tevere stesso presso Orte in Provincia di Viterbo.
Le possibili origini del suo nome sono ben descritte in questa poesia vernacolare di Eucherio Morelli:
Da ddù buci che cià a forma de nasu / 
(...)
Che ppò da NAR o da buci o NARICI /
Che furo de lu nome le radici /
Arrià a NERA è statu propio un giocu /
Chè li nomi cammiano a ppocu a ppocu. /
Io m'aricordo tempi fa col C.A.I.  /
D'essece annato e non me scordo mai /
De stù gran scoju a mmusu de vitèllu /
Cò llì ddù buci a forma de ‘n'anéllu.»

### Affluenti

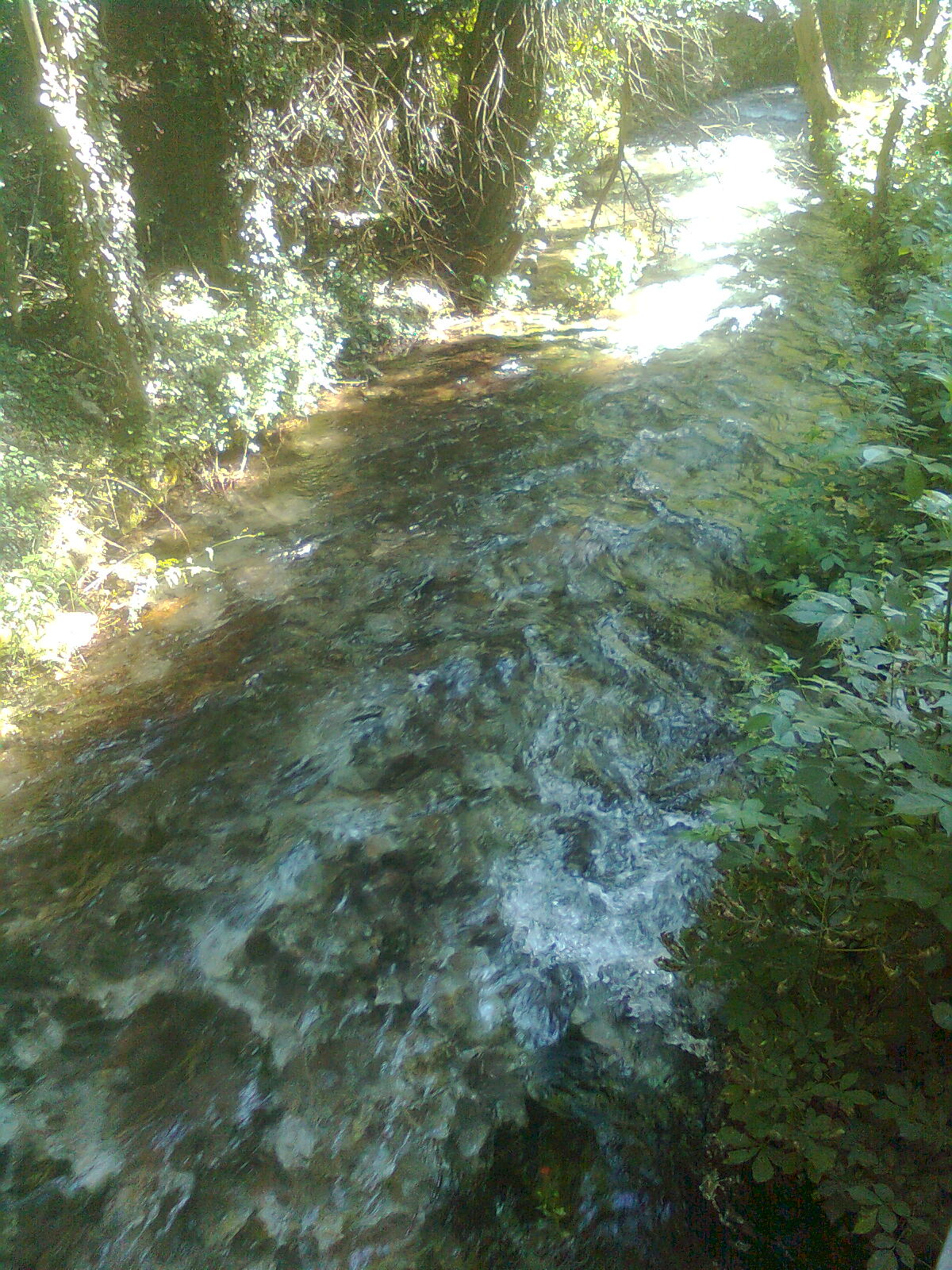
Torrente Ussita

- torrente Ussita
- torrente il Rio
- torrente Campiano
- fiume Vigi
- torrente Argentina
- fiume Corno
- fiume Sordo
- torrente Tissino
- torrente Pescia
- fosso Sensati
- fosso Terria
- forma Principe
- Fosso del Castellone
- forma di Mezzo
- fiume Velino
- fiume Salto
- fiume Turano
- canale Ferriera
- fosso Tarquinio
- torrente Serra
- torrente Aia
- torrente Rivo

## Caratteri idrologici
Il Nera è un fiume che a dispetto della sua limitata lunghezza ha una fondamentale importanza nel bilancio idraulico del Tevere, in quanto ne costituisce oltre il 50% della sua portata media annua.
Il bacino idrografico del Nera infatti è interamente impostato su rocce permeabili e in zone prevalentemente di media e alta montagna il che fornisce al fiume un regime assai regolare con portate minime alla foce che non scendono mai sotto i 70 m³/s. 
Ciò non di meno la portata nelle massime piene può anche superare i 1.000 m³/s.
Da precisare inoltre che un'aliquota rilevante della sua portata media (almeno 80 m³/s) deriva dall'afflusso del fiume Velino che si getta nel Nera alle porte di Terni tra le frazioni di Collestatte Piano e Papigno formando l'alta (165 m, in tre salti successivi, dei quali il primo di 120 m) e famosa Cascata delle Marmore.
Sotto l'aspetto idraulico, il fiume Nera, in rapporto alla sua lunghezza ed estensione di bacino, è fra i principali fiumi d'Italia per portata: per la precisione, nella gerarchia dei fiumi italiani a maggiore portata media, viene al 7º posto dopo Po, Ticino, Tevere, Adige, Adda e Piave precedendo anche fiumi assai più lunghi e con un bacino maggiormente esteso come Oglio, Arno, Dora Baltea, Reno e Brenta.
Da sottolineare inoltre che se la portata media del Nera è paragonabile a quella dell'Arno (che risente però di pesantissime variazioni stagionali di portata), il suo regime è sicuramente tra i più regolari nella gerarchia dei fiumi italiani. 
Questa abbondanza di acque in ogni stagione ha consentito la realizzazione, fra il Nera e il suo principale affluente, il Velino, di un sistema idroelettrico che è il maggiore dell'Appennino e fra i maggiori in Italia; tale sistema è stato prevalentemente a servizio delle acciaierie di Terni fino a tutto il XX secolo.
Proprio per favorire la crescente industrializzazione della zona, la Società Imprese Elettriche in Italia e la Società per Carburo di Calcio promossero ed avviarono nel 1901 l'esercizio della tranvia Terni-Ferentillo, un'infrastruttura nata per agevolare il trasporto delle merci e delle persone lungo la valle che seguiva il percorso dell'attuale strada statale 209; la tranvia fu soppressa nel 1960.

### Portata media mensile
Dati portata Fiume Nera (Stagione 2013).